# Matt Holland
Matt Holland (ur. 11 kwietnia 1974 w Bury, Anglia) – były irlandzki piłkarz pochodzenia angielskiego. Grał jako pomocnik

## Kariera piłkarska
Matt Holland urodził się w Anglii. Tam też zaczynał pierwsze piłkarskie kroki. Wychował się w West Ham United FC, gdzie grał trzy lata w kadrze juniorskiej i seniorskiej. Nie rozegrał w nim nawet jednego spotkania.
W roku 1995 trafił do kadry juniorskiej zespołu A.F.C. Bournemouth, a kilka miesięcy później o poprzeczkę wyżej. Seniorem został dokładnie 24 kwietnia 1995. Od 1997 do 2003 występował w Ipswich Town FC, które pozyskało go do siebie 1 sierpnia 1997 za 800 tysięcy funtów. Aktualnie jest piłkarzem jednego z klubów Premiership Charlton Athletic FC, gdzie trafił za sumę bliską 750 tysiąca funtów. Zadebiutował 16 czerwca 2003. W klubie tym grał przez sześć lat. W tym czasie rozegrał blisko 200 ligowych meczów i zdobył 13 goli. W 

## Kariera reprezentacyjna
Dla reprezentacji Irlandii grał od 2000 do 2006. Wystąpił z nią na Mistrzostwach Świata 2002, gdzie odpadł w 1/8 finału. Łącznie rozegrał 49 meczów i zdobył 5 bramek.